# Scheiblingkirchen-Thernberg
Scheiblingkirchen-Thernberg es una localidad situada en el distrito de Neunkirchen, en el estado de Baja Austria, Austria. Tiene una población estimada, a principios del año 2022, de 1923 habitantes.
Está ubicada al sur del estado, al sur de Viena y del río Danubio y a poca distancia al norte de la frontera con el estado de Estiria